# ديفيد بريغز (ملحن)
ديفيد بريغز (بالإنجليزية: David Briggs) هو عازف بيانو ومنتج أسطوانات وملحن أمريكي، ولد في 16 مارس 1943 في كيلين في الولايات المتحدة.

## وصلات خارجية
- ديفيد بريغز على موقع ميوزك برينز (الإنجليزية)
- ديفيد بريغز على موقع أول ميوزيك (الإنجليزية)
- ديفيد بريغز على موقع ديسكوغز (الإنجليزية)